# Jean-Nicolas Geoffroy

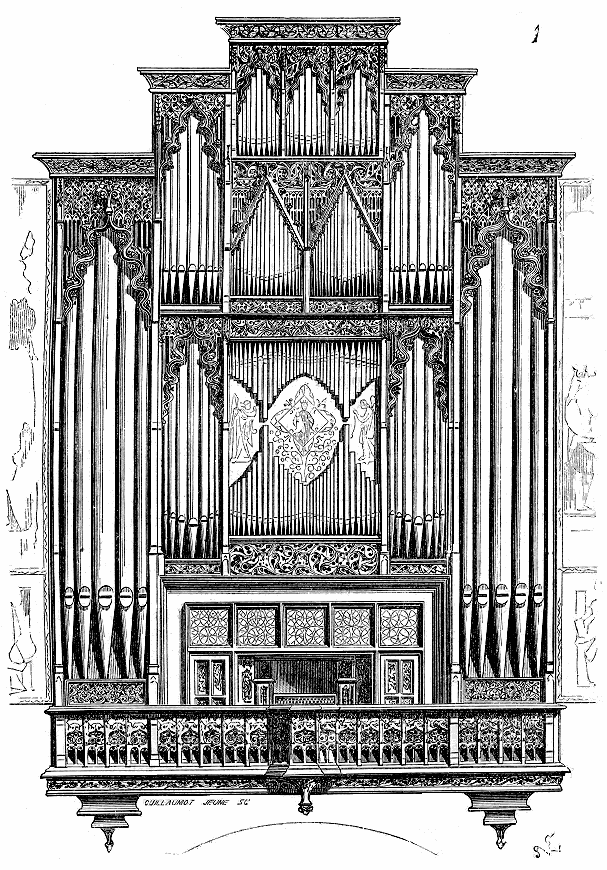
Organo della cattedrale di San Giovanni Battista a Perpignano.

Jean-Nicolas Geoffroy /ʒɑ̃ nikɔˈla ʒɔˈfʁwa/ (1633 – Perpignano, 11 marzo 1694) è stato un compositore, clavicembalista e organista francese.

## Biografia
Non si conosce nulla della sua vita prima del 1690; probabilmente fu allievo di Nicolas Lebègue ed ebbe l'incarico di organista titolare della chiesa di Saint-Nicolas-du-Chardonnet a Parigi. Era considerato un esperto nella costruzione di organi. Ad un certo punto della sua vita si stabilì a Perpignano dove suonò l'organo della cattedrale di San Giovanni Battista.
La musica di Geoffroy per clavicembalo è, assieme all'opera di François Couperin e di Jean-François Dandrieu, uno dei contributi più importanti alla musica clavicembalistica francese del periodo barocco. Una collezione delle sue opere sopravvive in manoscritto. Contiene 255 composizioni ed è unica per la musica europea della seconda metà del XVII secolo, perché le composizioni abbracciano sistematicamente tutti i modi maggiori e minori. Inoltre restano di Geoffroy alcune Messe e musica da camera.